# Ginástica nos Jogos Olímpicos de Verão de 1908 - Equipes
A final das equipes masculinas da ginástica artística nos Jogos Olímpicos de Verão de 1908 foi um dos dois eventos disputados no cronograma. As equipes foram compostas por um número variado de atletas, de dezesseis a quarenta, disputando um limite de 480,00 pontos.

## Medalhistas
|  | SWE Suécia |  | NOR Noruega |  | FIN Finlândia |
|  | Gösta Åsbrink Carl Bertilsson Hjalmar Cedercrona Andreas Cervin Rudolf Degermark Carl Folcker Sven Forssman Erik Granfelt Carl Hårleman Nils Hellsten Gunnar Höjer Arvid Holmberg Carl Holmberg Oswald Holmberg Hugo Jahnke Johan Jarlén Gustaf Johnsson Rolf Johnsson Nils von Kantzow Sven Landberg Olle Lanner Axel Ljung Osvald Moberg Carl Martin Norberg Erik Norberg Tor Norberg Axel Norling Daniel Norling Gösta Olson Leonard Peterson Sven Rosén Gustaf Rosenquist Axel Sjöblom Birger Sörvik Haakon Sörvik Karl Johan Svensson Karl Gustaf Vinqvist Nils Widforss |  | Arthur Amundsen Carl Albert Andersen Otto Authén Hermann Bohne Trygve Bøyesen Oskar Bye Conrad Carlsrud Sverre Grøner Harald Halvorsen Harald Hansen Petter Hol Eugen Ingebretsen Ole Iversen Per Mathias Jespersen Sigge Johannessen Nicolai Kiær Carl Klæth Thor Larsen Rolf Lefdahl Hans Lem Anders Moen Frithjof Olsen Carl Alfred Pedersen Paul Pedersen Sigvard Sivertsen John Skrataas Harald Smedvik Andreas Strand Olaf Syvertsen Thomas Thorstensen |  | Eino Forsström Otto Granström Johan Kemp Iivari Kyykoski Heikki Lehmusto John Lindroth Yrjö Linko Edvard Linna Matti Markkanen Kaarlo Mikkolainen Veli Nieminen Kaarlo Kustaa Paasia Arvi Pohjanpää Aarne Pohjonen Eino Railio Heikki Riipinen Arno Saarinen Einar Werner Sahlstein Aarne Salovaara Karl Sandelin Elis Sipilä Viktor Smeds Kaarlo Soinio Kurt Enoch Stenberg Väinö Tiiri Karl Magnus Wegelius |

## Final
Como não foi disputada a etapa qualificatória, as equipes competiram diretamente pelas medalhas.
| Pos.              | Nação             | Atletas | Pontuação |
| ----------------- | ----------------- | --- | --------- |
| Medalha de ouro   | SWE Suécia        | Gösta Åsbrink Carl Bertilsson Hjalmar Cedercrona Andreas Cervin Rudolf Degermark Carl Folcker Sven Forssman Erik Granfelt Carl Hårleman Nils Hellsten Gunnar Höjer Arvid Holmberg Carl Holmberg Oswald Holmberg Hugo Jahnke Johan Jarlén Gustaf Johnsson Rolf Johnsson Nils von Kantzow Sven Landberg Olle Lanner Axel Ljung Osvald Moberg Carl Martin Norberg Erik Norberg Tor Norberg Axel Norling Daniel Norling Gösta Olson Leonard Peterson Sven Rosén Gustaf Rosenquist Axel Sjöblom Birger Sörvik Haakon Sörvik Karl Johan Svensson Karl Gustaf Vinqvist Nils Widforss | 438,00    |
| Medalha de prata  | NOR Noruega       | Arthur Amundsen Carl Albert Andersen Otto Authén Hermann Bohne Trygve Bøyesen Oskar Bye Conrad Carlsrud Sverre Grøner Harald Halvorsen Harald Hansen Petter Hol Eugen Ingebretsen Ole Iversen Per Mathias Jespersen Sigge Johannessen Nicolai Kiær Carl Klæth Thor Larsen Rolf Lefdahl Hans Lem Anders Moen Frithjof Olsen Carl Alfred Pedersen Paul Pedersen Sigvard Sivertsen John Skrataas Harald Smedvik Andreas Strand Olaf Syvertsen Thomas Thorstensen | 425,00    |
| Medalha de bronze | FIN Finlândia     | Eino Forsström Otto Granström Johan Kemp Iivari Kyykoski Heikki Lehmusto John Lindroth Yrjö Linko Edvard Linna Matti Markkanen Kaarlo Mikkolainen Veli Nieminen Kaarlo Kustaa Paasia Arvi Pohjanpää Aarne Pohjonen Eino Railio Heikki Riipinen Arno Saarinen Einar Werner Sahlstein Aarne Salovaara Karl Sandelin Elis Sipilä Viktor Smeds Kaarlo Soinio Kurt Enoch Stenberg Väinö Tiiri Karl Magnus Wegelius | 405,00    |
| 4                 | DEN Dinamarca     | Carl Andersen Hans Bredmose Jens Chievitz Arvor Hansen Christian Hansen Ingvardt Hansen Einar Hermann Knud Holm Poul Holm Oluf Husted-Nielsen Charles Jensen Gorm Jensen Hendrik Johansen Harald Klem Robert Madsen Vigo Madsen Lukas Nielsen Oluf Olsson Niels Petersen Nicolai Philipsen Hendrik Rasmussen Viktor Rasmussen Marius Thuesen Niels Turin Nielsen | 378,00    |
| 5                 | FRA França        | Lucien Bogart Albert Borizée Henri de Breyne Nicolas Constant Charles Courtois Louis Delattre A. Delecluse Louis Delecluse Georges Demarle Joseph Derov Charles Desmarcheliers Claude Desmarcheliers Étienne Dharaney Gérard Donnet Émile Duhamel A. Duponcheel Paul Durin A. Eggremont G. Guiot L. Hennebicq Henri Hubert Daniel Hudels E. Labitte L. Lestienne R. Lis Victor Magnier G. Nys Joseph Parent Louis Pappe V. Polidori Gustave Pottier Antoine Pinoy Louis Sandray Émile Schmoll Edouard Steffe E. Vercruysse Hugo Vergin E. Vicogne Jules Walmée G. Warlouzer   | 319,00    |
| 6                 | ITA Itália        | Alfredo Accorsi Nemo Agodi Umberto Agharini Adriano Andreani Vincenzo Blo Flaminio Bottoni Bruto Buozzi Giovanni Bonati Pietro Borsetti Adamo Bozzani Gastone Calabresi Carlo Celada Tito Collevati Antonio Cotichini Guido Cristofori Stanislao Di Chiara Giovanni Gasperini Amedeo Marchi Carlo Marchiandi Ettore Massari Roberto Nardini Gaetano Preti Decio Pavarri Gino Ravenna Massimo Ridolfi Gustavo Taddia Gianetto Termanini Ugo Savanuzzi Gioacchino Vaccari | 316,00    |
| 7                 | NED Países Baixos | Cornelus Becker Michel Biet Reinier Blom Jan de Boer Jan Bolt Emanuel Brouwer Constantijn van Daalen Johann Flemer Johannes Göckel Isidore Goudeket Dirk Janssen Jan Jacob Kieft Salomon Konijn Herman van Leeuwen Abraham Mok Abraham de Oliviera Johannes Posthumus Johan Schmitt Jonas Slier Johannes Stikkelman Hendricus Thijsen Gerardus Wesling | 297,00    |
| 8                 | GBR Grã-Bretanha  | P. A. Baker W. F. Barrett R. Bonney J. H. Catley M. Clay E. Clough J. Cotterell W. Cowy G. C. Cullen F. Denby Herbert Drury W. Fitt H. Gill A. S. Harley Arthur Hawkins William Hoare J. A. Horridge H. J. Huskinson J. W. Jones E. Justice N. J. Keighley R. Laycock R. McGaw J. McPhail W. Manning W. G. Merrifield C. J. Oldaker G. Parrott E. Parsons E. F. Richardson J. Robertson George Ross D. Scott J. F. Simpson W. R. Skeeles J. Speight H. Stell Charles Sederman William Titt Charles Vigurs E. Walton H. Waterman E. A. Watkins John Whitaker F. Whitehead      | 196,00    |